# Свод (право)
Сво́д — процессуальная форма досудебной подготовки дела в русском праве. В Древней Руси досудебное производство носило лишь состязательный характер, при котором стороны были равноправны и сами двигали все процессуальные действия, поэтому обе стороны в процессе именовались истцами. В частности, потерпевший сам инициировал и производил расследование совершенного против него правонарушения. В процессе свода лицо, у которого была обнаружена пропавшая вещь, указывало другое лицо, у кого оно эту вещь приобрело, а то в свою очередь указывало третье лицо и так далее. В этой цепочке находился человек, не способный объяснить, откуда он взял похищенное. Он и признавался ответчиком. Если свод приводил за пределы своей общины, он продолжался до третьего лица, которое уплачивало собственнику стоимость украденного и могло продолжить свод.

## Русская Правда
Краткая редакция:
- 14. Аще познаеть кто, не емлеть его, то не рци ему: «Мое», нъ рци ему тако: «Поиди на сводъ, гдѣ еси взялъ»; или не поидеть, то поручника за пять днии.

- 16. Аще кто челядинъ пояти хощеть, познавъ свои, то къ оному вести, у кого то будеть купилъ, а тои ся ведеть ко другому, даже доидеть до третьего, то рци третьему: вдаи ты мнѣ свои челядинъ, а ты своего скота ищи при видоцѣ.

Пространная редакция:
- 35. Аже кто познаеть своё, что будеть погубилъ или украдено у него что, или конь, или портъ, или скотина, то не рци и: «Се мое», но поиди на сводъ, кдѣ есть взялъ, сведитеся, кто будеть виноватъ, на того татба снидеть; тогда онъ своё возметь, а что погибло будеть с нимь, то же ему начнеть платити; аще будеть коневыи тать, выдати князю на потокъ; паки ли будеть клѣтныи тать, то 3 гривны платити ему.

- 36. О сводѣ. Аже будеть во одиномь городѣ, то ити истьцю до конця того свода; будеть ли сводъ по землямъ, то ити ему до третьяго свода; а что будеть лице, то тому платити третьему кунами за лице, а с лицемь ити до конця своду, а истьцю ждати прока, а кдѣ снидеть на конечняго, то тому все платити и продажю.

- 38. Аже познаеть кто челядь. Аще познаеть кто челядинъ свои украденъ, а поиметь и, то оному вести и по кунамъ до 3-го свода; пояти же челядинъ в челядина мѣсто, а оному дати лице, ать идеть до конечняго свода, а то есть не скотъ, нѣ лзѣ рчи: «Не веде, у кого есмь купилъ», но по языку ити до конця; а кдѣ будеть конечнии тать, то опять воротить челядина, а свои поиметь, и проторъ тому же платити, а князю продажѣ 12 гривенъ в челядинѣ или украдше.

- 39. О сводѣ же. А ис своего города в чюжю землю свода нѣтуть, но тако же вывести ему послухи любо мытника, передъ кимь же купивше, то истьцю лице взяти, а прока ему желѣти, что с нимь погибло, а оному своихъ кунъ желѣти.

## Историография
В. И. Курдиновский отмечал наличие в историографии четырех различных взглядов на свод. По мнению И. Эверса, Ф. Я. Морошкина, Н. В. Калачова, И. Дювернуа и К. А. Неволина, свод представлял собой порядок производства по делам о восстановлении права собственности (rei vindicatio). Согласно другой точки зрения, которой придерживался М. Ф. Владимирский-Буданов, свод — начальная стадия процесса. Согласно третьей точке зрения, С. П. Пахмана, Н. И. Ланге и В. И. Сергеевича, речь идет об очной ставке. Согласно четвертой точке зрения, Ф. И. Леонтовича, свод — особый порядок уголовного производства, «процесс по татьбе». Курдиновский указывал на наличие института свода у других славян, в частности, у сербов. Леонтович отмечал, что в качестве института русского права свод сохранялся и в Литовском государстве.
А. Е. Пресняков отмечал, что в Древней Руси не было специальных органов, осуществлявших розыск преступников, и розыском занималась сама заинтересованная сторона. Потерпевший искал преступника путем гонения следа и свода, в том числе заклича на торгу, то есть объявления об утрате. Если для розыска заинтересованному лицу требовалась помощь, ее оказывали соседи, те, кого можно было собрать криком на гонение следа. Другими словами, разыскивать преступников обязана была община.
Согласно С. В. Юшкову, свод означал различные правовые явления. Свод был средством защиты человека, которого обвиняли в краже или присвоении чужого имущества, то есть отводом. В то же время для потерпевшего свод был способом отыскать вора. Учёный рассматривал свод одновременно как виндикационный процесс, начальную стадию судебного процесса, очную ставку и особый порядок производства. Свод представляет собой sui generis и не может быть разложен на составные части. В ранний период (период «дофеодального варварского государства» в терминологии, применяемой Юшковым) свод был частью процесса. В эпоху Русской Правды процесс уже мог начаться и без свода, лишь в некоторый случаях он являлся чем-то средним между предварительным следствием и начальной стадией процесса. В дальнейшем элементы свода стали растворяться в процессуальных формах суда. Свод времен Русской Правды Юшков определяет как розыск истцом ответчика посредством заклича, свод в узком смысле слова и присягу (роту). К закличу на торгу, согласно статьям 32 и 34 Пространной Правды, прибегали при пропаже холопа, коня, оружия и одежды, то есть собственности, имеющей индивидуальные признаки. Если через три дня после заклича вещь обнаруживалась, лицо, у которого она была найдена, считалось ответчиком и уплачивало 3 гривны продажи (штрафа). Если заклича не было, если вещь была найдена ранее, чем по истечении трех дней или если она была найдена в чужой общине (миру), а человек, у которого она находилась, не сознавался в похищении, тогда приступали собственно к своду. Человек, у которого находилась вещь, указывал на другое лицо, от которого получил ее. Если он не мог этого сделать, то считался ответчиком. Свод вне общины мог продолжаться не далее третьего лица. Это лицо уплачивало истцу стоимость вещи, а само имело право продолжить свод. Если свод оканчивался отысканием вора, последний уплачивал продажу и вознаграждение лицу, которому он продал похищенное. Если свод оканчивался тем, что приобретатель похищенного не мог доказать добросовестность его приобретения, либо свод приводил к границам государства, в этих двух случаях приобретатель мог очистить себя от обвинения, если два свидетеля покупки или мытник приносили за него присягу.
Появление процедуры свода в Русской Правде Л. К. Гётц объяснял влиянием Салической Правды и связывал с появлением на Руси варягов. А. А. Зимин высказывал сомнения во влиянии Салической Правды на Русскую Правду, и считал, что данная процедура существовала не только у германцев, но и у славян. Таким образом, источником норм о своде в Русской Правде является обычное право. Ученый считал, что институт свода следует рассматривать в числе нововведений, связанных с деятельностью первых Рюриковичей и направленных на ограничение кровной мести. Первоначально свод осуществлялся судом старейшин. Вначале свод включал в себя не только расследование, но также и третейское разбирательство. Постепенно он стал обозначать исключительно розыск. Так, статья 14 Краткой Правды, по мнению Зимина, уже касается «междумирских дел» (судебных инцидентов между разными общинами), для решения которых применялся свод.
М. А. Чельцов-Бебутов характеризовал свод и гонение следа как способы коллективной самопомощи соседских общин, поскольку эти мероприятия требовали участия большого числа лиц, близких к потерпевшему.
По мнению М. Б. Свердлова, свод — это судебно-следственная процедура, цель которой выявить участников сделок, связанных с украденным имуществом, и установить похитителя.
О.И. Чистяков считал, что свод существовал и позднее — в средневековых Новгороде и Пскове, хотя в Псковской судной грамоте он не регламентировался, поскольку в данном случае, по мнению ученого, действовали нормы Русской Правды.

## Извод
Близким по содержанию понятием является изво́д.
Краткая Правда:
- 15. Аже гдѣ възыщеть на друзѣ проче, а он ся запирати почнеть, то ити ему на изводъ пред 12 человѣка; да аще будеть обидя не вдалъ будеть, достоино ему свои скотъ, а за обиду 3 гривнѣ.

По мнению С. В. Юшкова, Русская Правда фиксирует окончание процесса вытеснения общинного суда княжеским судом. Только статья 15 Краткой Правды упоминает «12 человек», занимавших в данный период среднее положение между прежними общинными судьями и послухами. В аналогичной статье Пространной Правде 12 человек заменяются послухами. А. А. Зимин полагал, что извод является более ранней формой свода. В случае, если украденной вещи не будет налицо, суд старейшин решал, как поступить. 12 человек составляли общинный суд. По определению М. Б. Свердлова, извод представлял собой судебное расследование, включавшее показания свидетелей.